# Friedrich Janssen (Manager)

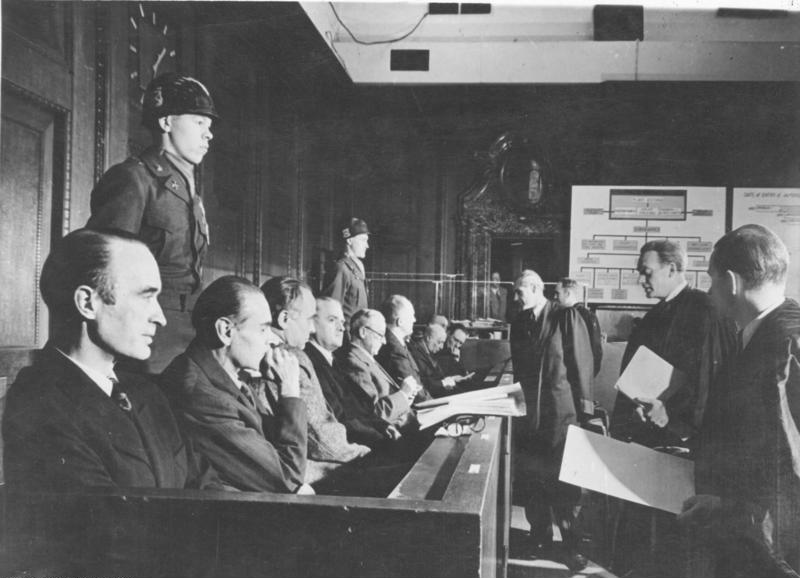
Auf der Anklagebank: Alfried Krupp von Bohlen und Halbach, Ewald Löser, Eduard Houdremont, Erich Müller, Friedrich Janssen, Karl Pfirsch, Karl Eberhardt und Heinrich Korschan (von links)

Friedrich Wilhelm Janssen (* 14. Mai 1887 in Wesel; † 9. Oktober 1956 in Bonn) war ein deutscher Manager der Friedrich Krupp AG.

## Leben
Janssen trat nach seinem Studium und erfolgte Promotion 1918 in die Friedrich Krupp AG ein. Zum 1. Mai 1933 trat er der NSDAP bei (Mitgliedsnummer 3.421.734), er wurde auch Förderndes Mitglied der SS. 1937 wurde er stellvertretender Direktor und war zugleich bis April 1943 Prokurist und Leiter des Büros der Friedrich Krupp AG in Berlin. 1941 wird er Stellvertretendes Mitglied des Vorstandes.
1943 wurde Janssen als Nachfolger von Ewald Loeser ordentliches Mitglied der Friedrich Krupp AG und war als Mitglied des Direktoriums zuständig für die Geschäftsbereiche Handel, Finanzen und Verwaltung. Daneben war er auch Mitglied des Rußlandausschusses der Deutschen Wirtschaft sowie Mitglied des Vorstandes der AG für Eisen- und Stahlindustrie und Geschäftsführer der Glaser & Pflaum GmbH in Berlin. Aufgrund seiner Stellungen war er auch Wehrwirtschaftsführer.
Für Janssen war selbst der Kanonenbau „immer nur eine Ingenieursaufgabe“. Sie habe gelautet: „Eine Kugel auf dem kürzesten Weg ins Ziel zu bringen.“
Im September 1945 wurde er verhaftet. Janssen wurde im Krupp-Prozess, der im Rahmen der Nürnberger Prozesse stattfand, mit elf weiteren Beschuldigten vor einem amerikanischen Militärgericht angeklagt. Sein Verteidiger war Alfred Schilf. Zusammen mit fünf weiteren Angeklagten wurde er für schuldig befunden, sich am Raub und der Plünderung fremder Vermögenswerte beteiligt zu haben. Alle bis auf den Angeklagten Karl Pfirsch wurden wegen der Beteiligung am Zwangsarbeiterprogramm mit zehntausenden von Ostarbeitern verurteilt. Auch der enge Zusammenhang zwischen Vernichtungspolitik und KZ-Häftlingseinsatz in einem nahe Auschwitz gelegenen Werk wurde von den Richtern benannt: „Millionen von Gefangenen wurden in KZs zusammengetrieben und dann in Fabriken und Gruben oder auch auf raschere Weise in Gaskammern in den Tod getrieben“. Das Gericht verurteilte ihn am 31. Juli 1948 zu zehn Jahren Freiheitsstrafe.
Am 31. Dezember 1951 erfolgte durch den Hohen Kommissar der USA in der Bundesrepublik Deutschland John Jay McCloy eine Revidierung der Strafe auf die bereits verbüßte Strafzeit, so dass er bereits am 4. Februar 1952 aus der Haft entlassen wurde.
1953 kehrte er in die Friedrich Krupp AG zurück und wurde neben Berthold Beitz Generalbevollmächtigter der Friedrich-Krupp-Werke in Essen. 1955 trat er in den Ruhestand. Während dieser zweijährigen Zusammenarbeit zwischen Beitz und Janssen wurde Janssen dessen väterlicher Berater, der ihn in die einzelnen Werke des Konzerns einführte. Er starb plötzlich am 9. Oktober 1956 in Bonn.